# Henry Goode
Henry Russell Goode (7. lipnja 1918. – 30. travnja 2000.) je bivši američki hokejaš na travi. Igrao je na mjestu napadača.
Sudjelovao je na hokejaškom turniru na OI 1948. u Londonu, igrajući za reprezentaciju SAD-a. SAD su izgubile sve 3 utakmice u prvom krugu, u skupini "B". Zauzele su od 5. – 13. mjesta. Goode je odigrao jedan susret. 

## Vanjske poveznice
- Profil na Sports-Reference.com  Arhivirana inačica izvorne stranice od 2. rujna 2011. (Wayback Machine)